# Aledo (Spagna)
Aledo è un comune spagnolo di 1 066 abitanti situato nella comunità autonoma di Murcia.